# Omphalotropis hieroglyphica
Omphalotropis hieroglyphica is een slakkensoort uit de familie van de Assimineidae. De wetenschappelijke naam van de soort is voor het eerst geldig gepubliceerd in 1838 door Potiez & Michaud.